# Molly Shaffer Van Houweling
Molly Shaffer Van Houweling (Ann Arbor, Míchigan, 1 de marzo de 1973) es una ciclista, académica y jurista estadounidense. Es reconocida como profesora de derecho de la Universidad de Berkley por su labor relacionada con los derechos de autor y el conocimiento. Actualmente es la presidenta ejecutiva de Creative Commons, donde tiene un papel fundamental en el desarrollo de las licencias Creative Commons, la asistencia y el fomento del contenido libre. Aparte de dedicarse a las leyes, la enseñanza y el conocimiento libre, es conocida por ser una ciclista de competición y haber superado el récord de la hora estadounidense de Leontien van Moorsel, recorriendo 46 273 km en circuito cerrado. 

## Biografía
Van Howelling recibió su Juris Doctor de la Escuela de Derecho de Harvard en 1998, donde también participaba como editora para la revista Harvard Journal of Law and Technology. Trabajó como profesora e investigadora para el Berkman Center for Internet and Society, donde coordinó un curso en línea sobre Internet y la privacidad y elaboró un plan de estudios para un seminario sobre Internet y sociedad. Su mayor motivación era la libertad de expresión y la propiedad intelectual en Internet.  Era investigadora asistente del profesor Arthur R. Miller, Lawrence Lessig y un compañero de estudios en el Harvard College Government Department, donde recibió el Derek Bok Award por su excelencia en la educación de los estudiantes.
Anteriormente, en 1994, obtuvo su licenciatura en ciencias políticas con máxima distinción en la Facultad de Derecho de la Universidad de Míchigan y fue incluida en la Phi Beta Kappa Honorary Society y recibió la beca William Jennings Bryan por los  sobresalientes que obtuvo. En este grado realizó una tesis sobre The Politics of Presidential Position-Taking, por la que recibió grandes honores.

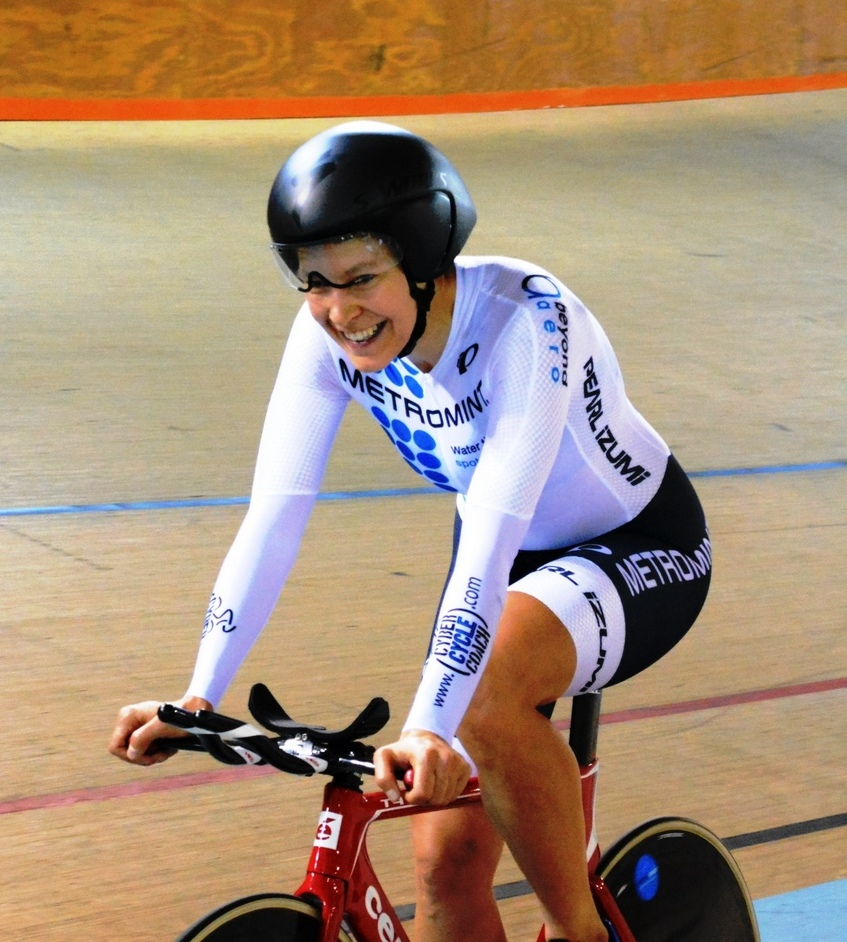
Molly Van Houweling durante el US Hour Record en México

Después de la escuela de derecho trabajó como asistente legal para el juez Michael Boudin de la Corte de Apelaciones de Estados Unidos para el Primer Circuito, y luego, del 2000 al 2001 para el Juez David Souter de la Corte Suprema de los Estados Unidos. Posteriormente llegó a la Facultad de Derecho de Stanford, donde fue miembro del Center for Internet and Society. Entre 2001 y 2002 fue nombrada presidenta de la junta de Creative Commons, una asociación sin ánimo de lucro que facilita y fomenta el intercambio, la difusión y la creación de contenido libre bajo licencias Creative Commons.
Para ese entonces ya había realizado una publicación en el  University of Colorado Journal of Telecommunications & High Technology Law y el Harvard Journal on Legislation y formaba parte de la junta directiva de Authors Alliance, una organización sin fines de lucro que ayuda a los autores a difundir ampliamente su trabajo creativo.
Desde septiembre de 2002 hasta junio de 2004 trabajó como assitant professor de derecho en la facultad de derecho de la Universidad de Míchigan. Desde 2014 ha estado en la Uviersidad de Berkley, primero como visiting assistant professor hasta 2005; luego como assitant professor de derecho hasta 2010 y a partir de este año ha estado como profesora de derecho hasta la actualidad en esta universidad de California.
Además de su labor como profesora de derecho y activista por los derechos de autor y el conocimiento libre, también es una conocida ciclista competitiva. El 12 de septiembre de 2015,  batió un nuevo récord de 46 273 km en una hora en Aguascalientes, México.  Ha ganado cinco veces el Campeonato Mundial de Ruta Amateur UCI y obtuvo más recientemente los títulos de carrera en carretera y contrarreloj en la Final del Circuito Mundial UCI de 2014 en Ljubljana, Eslovenia.

## Palmarés

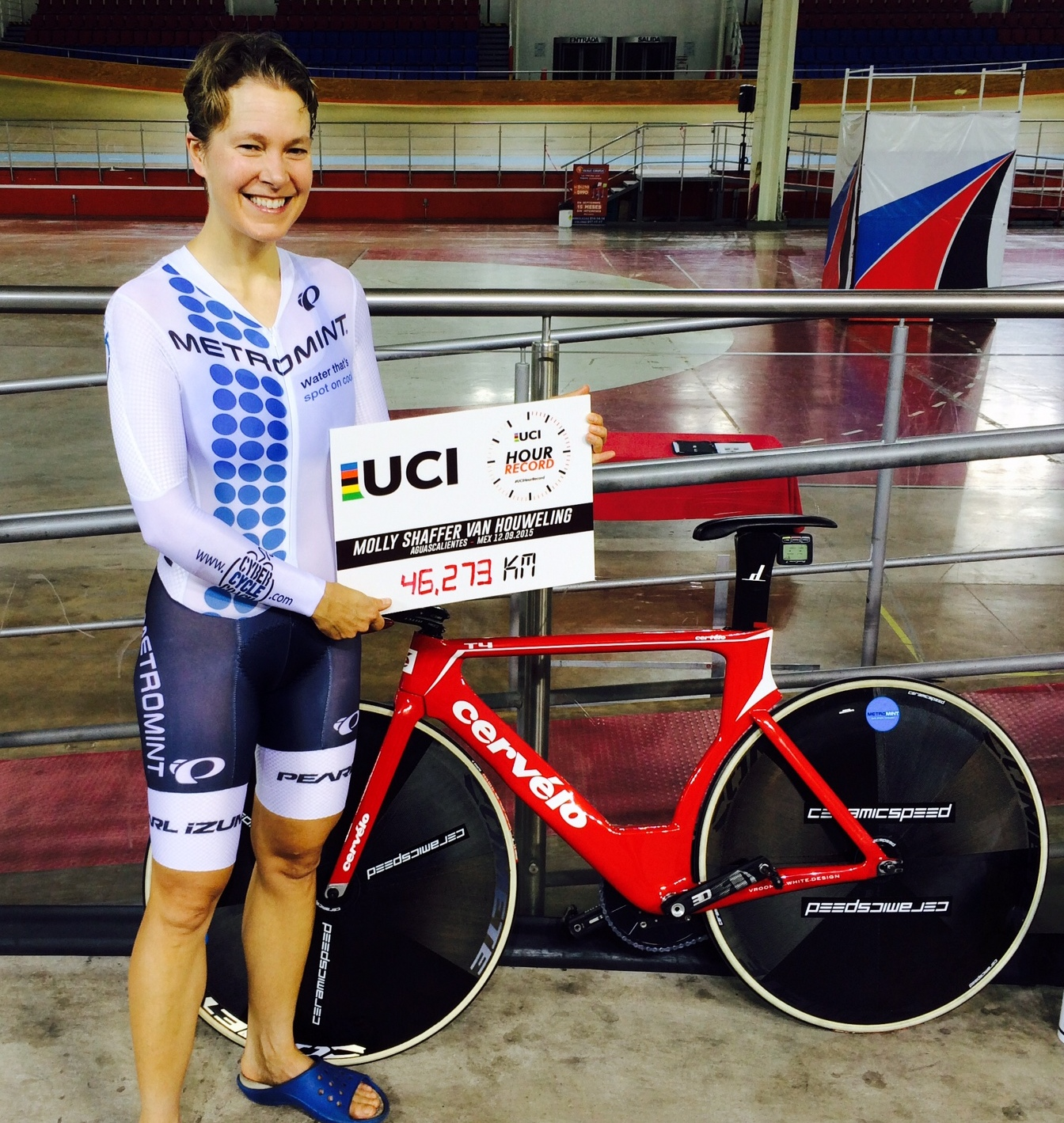
Molly ganando el UCI Record en 2015.

| Año  | Posición                                           | Campeonato                                                    | País           |
| ---- | -------------------------------------------------- | ------------------------------------------------------------- | -------------- |
| 2007 | 1.ª                                                | Diamond Valley Road Race                                      | Estados Unidos |
| 2007 | 1.ª                                                | Northern California/Nevada Time Trial Championship            | Estados Unidos |
| 2010 | 1.ª                                                | GC Mt. Hood Cycling Classic                                   | Estados Unidos |
| 2010 | 1.ª                                                | Kern County Women's Stage Race GC                             | Estados Unidos |
| 2010 | Henleyville Road Race                              |                                                               | Estados Unidos |
| 2010 | 1.ª                                                | Esparto Time Trial                                            | Estados Unidos |
| 2010 | Challenge Challenge Road Race                      |                                                               | Estados Unidos |
| 2010 | 1.ª                                                | Warnerville Time Trial                                        | Estados Unidos |
| 2010 | Leesville Gap Road Race                            |                                                               | Estados Unidos |
| 2010 | Chico Stage Race Open                              |                                                               | Estados Unidos |
| 2010 | 1.ª                                                | NCNCA District TT Championship                                | Estados Unidos |
| 2010 | 1.ª                                                | Stage 2 Mt. Hood Cycling Classic                              | Estados Unidos |
| 2010 | Cyclepath Cyclery Calavares Time Trial             |                                                               | Estados Unidos |
| 2010 | 1.ª                                                | Spring Hill Road Race                                         | Estados Unidos |
| 2010 | 1.ª                                                | Copperopolis Road Race                                        | Estados Unidos |
| 2010 | 1.ª                                                | Topsport Stage GC                                             | Estados Unidos |
| 2010 | 1.ª                                                | Valley of the Sun Stage Race                                  | Estados Unidos |
| 2011 | 1.ª                                                | Valley of the Sun Stage Race                                  | Estados Unidos |
| 2011 | Merco Cycling Classic Merced                       |                                                               | Estados Unidos |
| 2011 | 1.ª                                                | Northern California/Nevada Time Trial Championship            | Estados Unidos |
| 2011 | 1.ª                                                | Pescadero Coastal Classic                                     | Estados Unidos |
| 2011 | 1.ª                                                | Esparto Time Trial                                            | Estados Unidos |
| 2012 |                                                    | Madera County Stage Race                                      | Estados Unidos |
| 2012 | Chico Stage Race                                   |                                                               | Estados Unidos |
| 2012 | Mariposa Women's Stage Race STR                    |                                                               | Estados Unidos |
| 2012 | Steve Dunlap Time Trial                            |                                                               | Estados Unidos |
| 2012 | 1.ª                                                | Northern California/Nevada Time Trial Championship            | Estados Unidos |
| 2012 | Pescadero Coastal Classic                          |                                                               | Estados Unidos |
| 2012 | Leesville Gap Road Race                            |                                                               | Estados Unidos |
| 2012 | Mt Diablo Hill Climb Time Trial                    |                                                               | Estados Unidos |
| 2012 | 1.ª                                                | Dunnigan Hills Road Race                                      | Estados Unidos |
| 2012 | Esparto Time Trial                                 |                                                               | Estados Unidos |
| 2013 |                                                    | Topsport Stage Race                                           | Estados Unidos |
| 2013 | Chico Stage Race                                   |                                                               | Estados Unidos |
| 2013 | Berkeley Hills Road Race                           |                                                               | Estados Unidos |
| 2013 | Steve Dunlap Time Trial                            |                                                               | Estados Unidos |
| 2013 | Northern California / Nevada District TT Champions |                                                               | Estados Unidos |
| 2013 | 1.ª                                                | Bite Hard Boonville Road Race                                 | Estados Unidos |
| 2013 | Patterson Pass Road Race                           |                                                               | Estados Unidos |
| 2014 |                                                    | Calavares Road Time Trial presented by Lexus of Stevens Creek | Estados Unidos |
| 2014 | 1.ª                                                | Steve Dunlap Time Trial                                       | Estados Unidos |
| 2014 | 1.ª                                                | Northern CA/NV District Championships                         | Estados Unidos |
| 2014 | 1.ª                                                | UCI Masters World Championship Road Race (W40-44)             | Eslovenia      |
| 2015 | 1.ª                                                | Northern CA/NV District Championships                         | Estados Unidos |
| 2016 |                                                    | Madera County Stage Race                                      | Estados Unidos |
| 2016 | 1.ª                                                | Berkeley Hills Road Race                                      | Estados Unidos |

## Récords de la hora
| Fecha                    | Nombre          | Distancia recorrida | Localización           |
| ------------------------ | --------------- | ------------------- | ---------------------- |
| c. diciembre de 2014     | US Hour Record  | 44,173 km           | Carson, Estados Unidos |
| c. febrero de 2015       | US Hour Record  | 45,637 km           | Aguascalientes, México |
| 7 de julio de 2015       | US Hour Record  | 46,088 km           | Aguascalientes, México |
| 12 de septiembre de 2015 | UCI Hour Record | 46,273 km           | Aguascalientes, México |